# Сборная Сицилии по футболу
Национальная Сицилийская сборная по футболу (по-сицилийски: Naziunali Siciliana di Palluni) представляет футбольную команду острова Сицилия. Она находится под администрацией «Футбольной ассоциации Сицилии» и в просторечии часто упоминается под названием Сицилийская Сборная. Национальная команда Сицилии по футболу была впервые создана в 2020 году.
Эта команда не является членом ФИФА, ни членом УЕФА и, следовательно, она не имеет права участвовать ни в Чемпионате мира по футболу ФИФА, ни в Чемпионате Европы по футболу УЕФА.
Однако с июня 2021 года Футбольная Ассоциация Сицилии стала членом КНФА (Конфедерации независимых футбольных ассоциаций), поэтому Сицилийская сборная теперь может участвовать в Чемпионате мира по футболу КНФА и в Чемпионате Европы по футболу КНФА.

## История
В прошлом идея создания Сицилийской национальной сборной уже предлагалась некоторыми журналистами и кружками независимо настроенных сицилийцев.
Текущий проект стартовал в 2019 году после первых контактов с КНФА. Проект зародился благодаря сотрудничеству Учредительного комитета трех столичных городов Сицилии: Палермо, Катании и Мессины. Официальная дата зарождения Сицилийской Футбольной Ассоциации — 15 мая 2020 года, в то время как общественные мероприятия начались в 2021 году.
При основании Ассоциации были утверждены ее члены: Сальваторе Мангано из Мессины был выбран президентом, Анджело Приоло и Фабио Петруччи из Палермо — вице-президентом и генеральным секретарем, а Альберто Л’Эпископо из Катании — бывший менеджер команды Серии А «Кьево Верона» — стал генеральным менеджером.
Марио Бонсиньоре — бывший Президент футбольного клуба «Анкона», менеджер футбольного клуба «Мессина» и менеджер по маркетингу Мальтийской футбольной ассоциации — является Генеральным Консультантом Футбольной Ассоциации Сицилии. Пьетро Каннистра и Бенедетто Боттари — главные герои продвижения футбольной команды «Милаццо» в Легу Про — являются соответственно главой спортивной администрации и менеджером команды.
Одна из основных целей Сицилийской футбольной Ассоциации — продвижение национальной идентичности Сицилии через футбол.
Действительно, зарождение Сицилийской национальной футбольной команды основано на идее о том, что Сицилия представляет собой нацию без официального гражданства со своими географическими особенностями, историей, языком и культурой. Футбольная Ассоциация Сицилии уже подписала соглашение о партнерстве с «Академией Сицилийского Языка» и Культурной ассоциацией «Lu Statutu» (Статут) для реализации своей цели.
Зарождение Сицилийской сборной по футболу сразу же вдохновило разные СМИ на фантазии о международных игроках, которые теоретически могли бы носить футболки команды: от Марио Балотелли до Винченцо Грифо.
Первыми футбольными Ассоциациями, официально признавшими Сицилийскую футбольную сборную, стали национальные футбольные команды Сардинии и Корсики.
Глобальный исполнительный комитет КНФА принял Сицилию в качестве члена Ассоциации 27 июня 2021 года.
Футбольная команда Сицилии, специализирующаяся на футзале, является одним из шести участников Средиземноморского Чемпионата по футзалу КНФА 2021 года.

## Цвета команды, форма и логотип

Флаг Сицилийской вечерни

Официальные цвета сборной Сицилии по футболу — красный и желтый, как и флаг Сицилии.
Логотипом Сицилийской сборной по футболу является флаг Сицилийской вечерни. Логопит также содержит девиз «Animus Tuus Dominus» (лат.), который использовали сицилийские повстанцы во время антианжуйской революции.

## Форма
Сицилийская футбольный сборная объявила три официальные футбольные формы, посвященные истории острова.
- 1-я: «Веспиру» (Сицилийская вечерня): красно-желтая форма с эмблемой сицилийского Трискелиона в честь Сицилийской вечерни (1282 год);
- 2-я: «Фидирику» (Фридрих Второй Гогенштауфен): белая форма с 4-мя красными и желтыми полосками и Швабским орлом в честь королевского флага, утвержденного королем Сицилии Фридрихом III в 1296 году;
- 3-я: «Руджеру» (Роджер): синяя форма с красно-белой клетчатой полосой, в честь основания Сицилийского королевства Роджером II в 1130 году.

Компания EYE Sport является официальным поставщиком спортивной формы для национальной сборной Сицилии.

## Гимн
Сицилийская футбольная сборная выбрала официальным гимном кабалетту «Суони ла тромба» из оперы «Пуритане» (1835) Винченцо Беллини.

## Партнеры из СМИ
2 июня 2021 года в разных социальных сетях было объявлено о партнерстве между Сицилийской сборной по футболу и футбольным телеканалом WeSport.it.